# Georges Courteline
Georges Courteline, pseudonimo di Georges Victor Marcel Moinaux (Tours, 25 giugno 1858 – Parigi, 25 giugno 1929), è stato un poeta, scrittore e drammaturgo francese, nonché accademico di Francia (Goncourt).
Fu un autore dalla spiccata vena umoristica (a lui si devono decine di folgoranti aforismi) e i suoi lavori di drammaturgo e romanziere sono quasi sempre caratterizzati da una forte vena satirica, spesso esilaranti, comunque beffardi verso le incongruenze notate frequentando l'élite altoborghese parigina del tempo.

## Biografia
Figlio dello scrittore Jules Moineau (conosciuto con lo pseudonimo di Désiré Moinaux), poco dopo la nascita assieme alla famiglia si trasferì dalla natia Tours a Parigi.
Durante il periodo della Comune, all'età di tredici anni, fu mandato a studiare al Collège de Meaux, dove si diplomò nel 1876. Successivamente servì nell'esercito francese dopo un periodo di servizio civile.
Appassionato di letteratura, si avvicinò inizialmente alla poesia pubblicando i suoi primi lavori su riviste letterarie e giornali quotidiani. Dopo le prime esperienze conobbe André Antoine, fondatore del Théâtre Libre, che lo incoraggiò a scrivere per il teatro. Nel 1890 prese casa nel XII arrondissement di Parigi, iniziando a scrivere sotto il nome d'arte di Courteline i suoi primi testi messi in scena nei teatri di Montmartre.
Nel 1899 gli fu assegnata la Legion d'onore (poi nominato ufficiale nel 1912 e commendatore nel 1921), e quasi trent'anni dopo, nel 1926, entrò a far parte dell'Académie Goncourt.
Tre anni dopo, nel 1929, morì nel giorno del suo settantunesimo compleanno. Le sue spoglie riposano nel cimitero di Père-Lachaise. La via in cui nacque, a Tours (originariamente rue de Lariche) è stata reintitolata al suo nome.
Porta il suo nome anche una via di Parigi nel XII arrondissement, e "Courteline" è stato aggiunto a Picpus, nome della stazione della linea 6 della metropolitana nei pressi della via.

## Critica
Courteline fece dei dialoghi l'arma vincente per disegnare i caratteri che andava definendo nelle sue prose. Dalla sua penna uscirono in tal modo, evidenziati dall'aspetto comico, contraddizioni, timori e tremori dei rappresentanti di specifiche classi sociali: il magistrato, il sottufficiale, il funzionario di polizia, il borghese, l'avaro, tutti di una mediocrità rara e imprescindibile dal contesto in cui sono osservati, immersi in una realtà che abbandona il quotidiano per entrare nel teatro dell'assurdo.
Sotto questo aspetto, soggetti preferiti della sua satira furono la vita militare (Les gaietés de l'escadron del 1886, censurata dalla direzione delle Belle Arti, e Lidoire del 1891) e la burocrazia statale, i cui guasti - conosciuti quando era funzionario al Ministero della cultura (posto che tenne per quattordici anni) - vennero spesso descritti minuziosamente in molti dei suoi libelli (in special modo in Messieurs les ronds-de-Cuir, del 1893).
D'ambiente giudiziario sono invece i lavori teatrali Un client sérieux (1896) e Les balances (1901).
Alcuni fra i suoi lavori più maturi ed esilaranti - come ad esempio La peur des coups (1894), Monsieur Badin (1897) e La paix chez-soi (1903) erano invece centrati sugli inconvenienti della vita di coppia.

## Opere principali

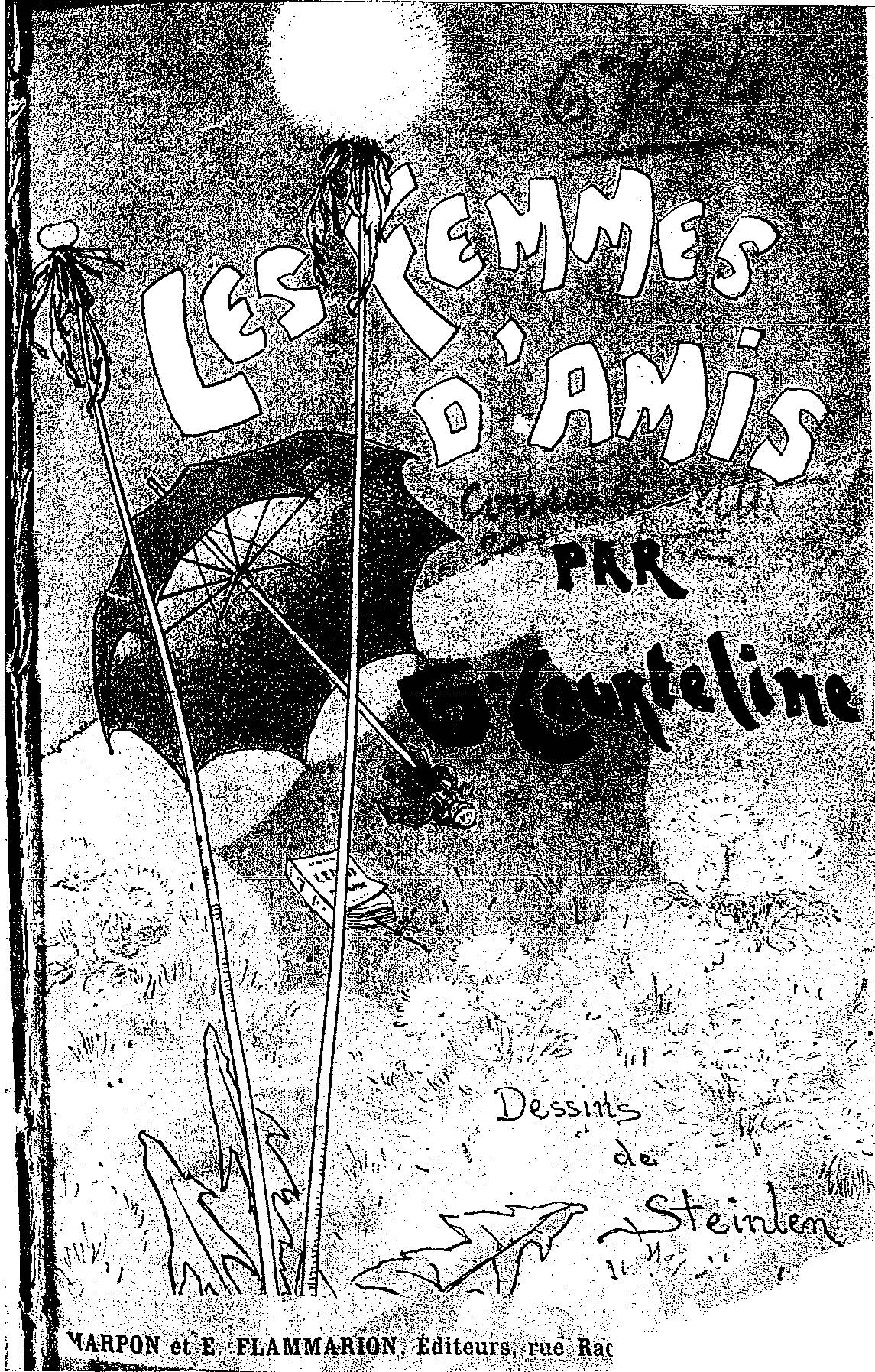
Copertina del libro di Courteline Les femmes d'amis disegnata da Théophile Steinlen

- Les gaîtés de l'escadron (1886), ISBN 2-7434-2023-5, tradotto in italiano come "Le allegrie dello squadrone" o "L'allegro squadrone"
- Le train de 8h47 (1888), "Il treno delle 8.47"
- Lidoire (1891)
- Boubouroche (1893), ISBN 2-08-070065-0 (per il teatro)
- Messieurs les ronds-de-cuir (1893), ISBN 2-08-070106-1, tradotto in italiano come "Quelli dalle mezzemaniche", "I mezzemaniche" o "I travet"
- La peur des coups (1895)
- Les Boulingrin (1898), ISBN 2-08-070065-0 (per il teatro)
- Le gendarme est sans pitié (1899)
- Le Commissaire est bon enfant (1900), ISBN 2-08-070065-0 (per il teatro)
- La paix chez soi (1903)